# Apol·lodor (procònsol)
Apol·lodor (Apollodorus) fou un magistrat romà que fou comes rei privatae sota els emperadors Arcadi i Honori el 396 aC i procònsol d'Àfrica el 399 i el 400.